# Strychnos pungens
Strychnos pungens es un árbol que pertenece a la familia Loganiaceae. 

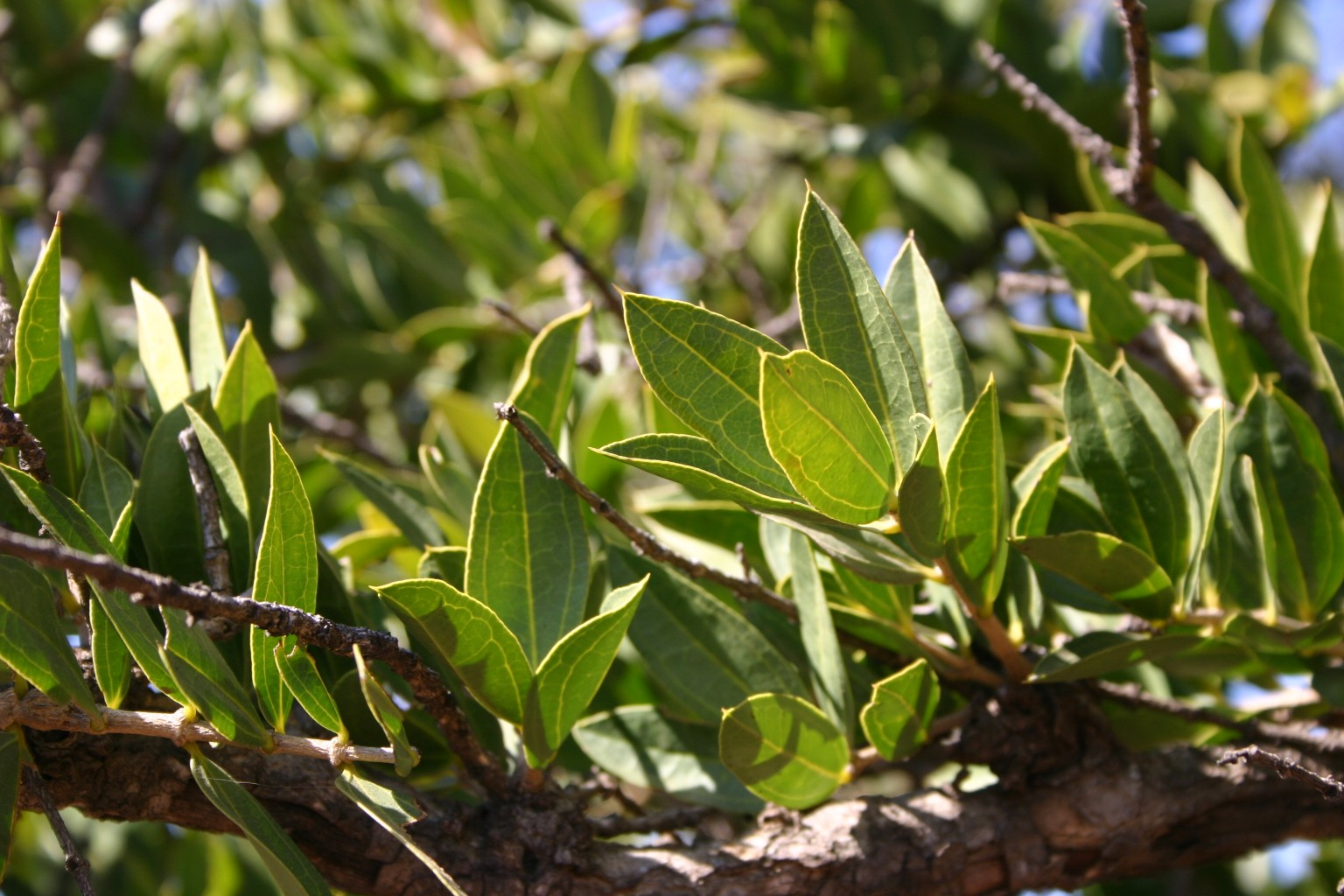
Follaje

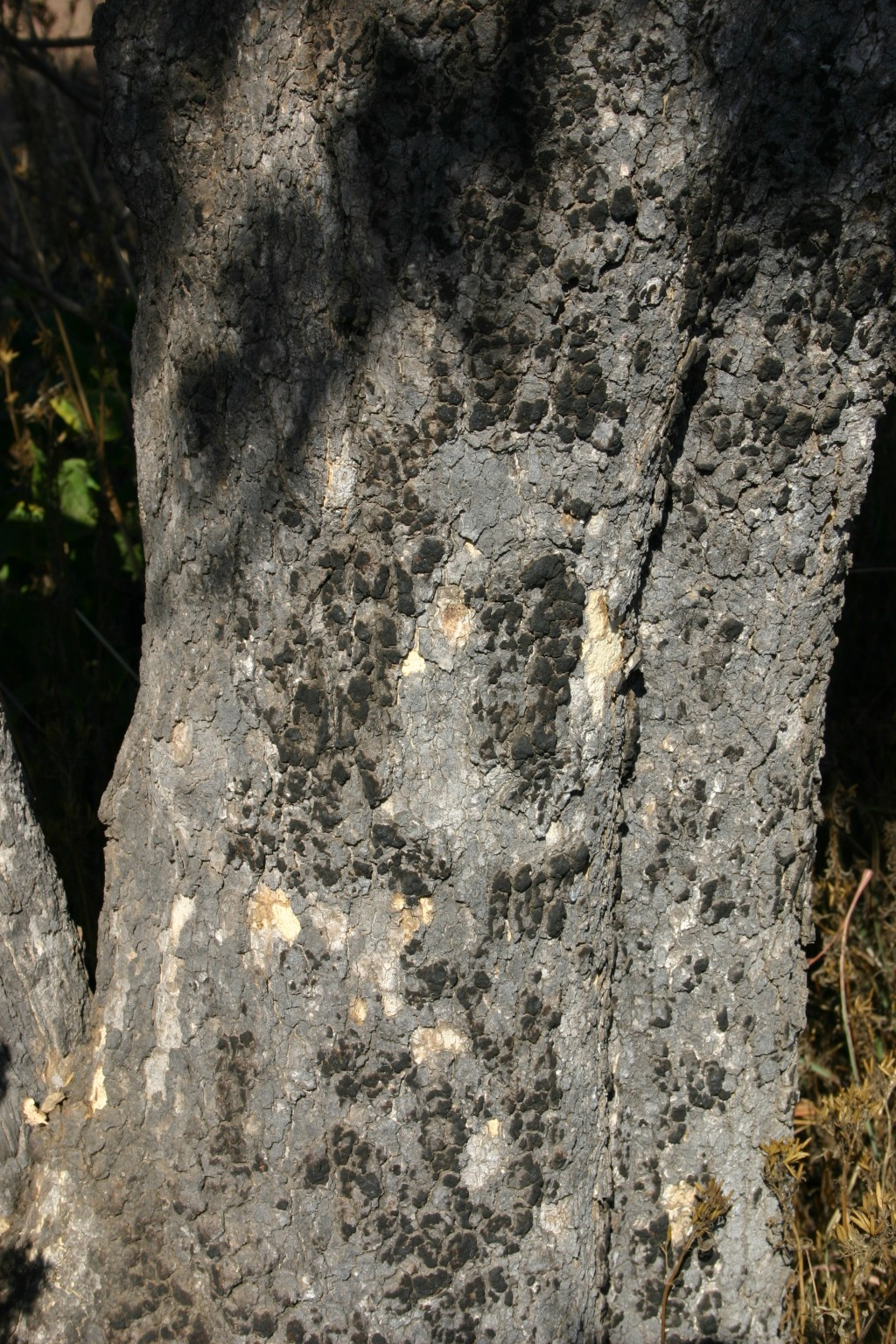
Corteza

## Descripción
Mide usualmente alrededor de 5 m de alto, creciendo en el bosque mixto o en sitios rocosos. La ramas son cortas y rígidas. Las hojas son lisas, rígidas, opuestas, elípticas y con una punta afilada en forma de espina. 
El fruto es de 12 cm de diámetro, redondo con una cáscara dura lisa de color verde-azuloso y que se torna amarilla cuando madura. La pulpa del fruto es rica en ácido cítrico y es comestible, pero las semillas son medianamente venenosas. El árbol es un pariente cercano de la Strychnos nux-vomica, la fuente de la estricnina.

## Distribución y hábitat
En Sudáfrica crece en Witwatersrand, Magaliesberg y más al norte hasta el norte de Namibia, norte de Botsuana y Zimbabue.

## Taxonomía
Strychnos pungens fue descrita por Hans Solereder y publicado en Die Natürlichen Pflanzenfamilien 4(2): 40. 1892.
Sinonimia
- Strychnos henriquesiana Baker[2]